# Grepafloxacin
Grepafloxacin ist ein Breitbandspektrum-Antibiotikum aus der Gruppe der Fluorchinolone. Antibiotika aus der Gruppe der Fluorchinolone sind eine Untergruppe der Chinolone, sie wirken als Gyrasehemmer gegen grampositive Bakterien (Hämophilus, Legionellen, Mykoplasmen, Chlamydien u. a), insbesondere bei Atemwegsinfektionen.
Grepafloxacin wurde 1989 vom Pharmaunternehmen Warner-Lambert (heute Pfizer) patentiert. Nachdem bei einigen Patienten als Nebenwirkung das Long-QT-Syndrom, eine Herzrhythmusstörung mit sieben Todesfällen im Zusammenhang mit der Einnahme des Arzneistoffs auftraten, wurde es vom Hersteller Ende Oktober 1999 weltweit vom Markt genommen.

## Stereochemie
Grepafloxacin enthält ein Stereozentrum und besteht aus zwei Enantiomeren. Hierbei handelt es sich um ein Racemat, also ein 1:1-Gemisch von (R)- und der (S)-Form:
| Enantiomere von Grepafloxacin | Enantiomere von Grepafloxacin |
| ----------------------------- | ----------------------------- |
| CAS-Nummer: 146761-68-4       | CAS-Nummer: 146761-69-5       |